# مالا ایوانچا
مالا ایوانچا (به صربی: Mala Ivanča) یک منطقهٔ مسکونی در صربستان است که در Sopot واقع شده‌است. مالا ایوانچا ۱٬۷۰۱ نفر جمعیت دارد.